# タイスアゲハ族
タイスアゲハ族（タイスアゲハぞく、Zerynthiini）は、ウスバアゲハ亜科を分類する族の1つである。

## 属
タイスアゲハ族は、次の4つの属で構成されている。
和名は 徳重, 森 & 福崎 (2019) による。
- Allancastria シロタイスアゲハ属[2]
- Bhutanitis シボリアゲハ属[3] - ウンナンシボリアゲハ、Bhutanitis ludlowiなど
- Sericinus ホソオチョウ属[4] - ホソオチョウなど
- Zerynthia タイスアゲハ属[5] - タイスアゲハ(Zerynthia polyxena)など